# Річка Гайчур (заказник)

Річка Гайчур — ландшафтний заказник місцевого значення. До заказника належить фрагмент річки Гайчур та прилеглі балки в районі сіл Андріївка, Олександрівка та селища Покровське.
Площа заказника — 1254,5 га, створений у 2010 році.
Заказник зберігає річково-берегові та привододільно-балкові ландшафти. Місцями зустрічаються кам'янисті виходи.
На території заказника є ділянки корінного лісового берега, які вкриті ксерофільним чагарниковим степом.